# Dries De Bondt
Dries De Bondt (* 4. července 1991) je belgický profesionální silniční cyklista jezdící za UCI WorldTeam Decathlon–AG2R La Mondiale.

## Hlavní výsledky
2014
vítěz GP Maurice Raes
vítěz Dwars door het Hageland
5. místo Gooikse Pijl
2015
Ronde van Midden-Nederland
vítěz 1. etapy (TTT)
4. místo Gooikse Pijl
8. místo Grand Prix Criquielion
9. místo Handzame Classic
2016
Národní šampionát
 vítěz silničního závodu amatérů
vítěz Halle–Ingooigem
Ronde de l'Oise
8. místo celkově
vítěz 2. etapy
8. místo Heistse Pijl
8. místo Grote Prijs Jef Scherens
10. místo Ronde van Drenthe
10. místo Internationale Wielertrofee Jong Maar Moedig
2017
vítěz GP Paul Borremans Viane-Geraardsbergen
7. místo Grote Prijs Jean-Pierre Monseré
10. místo Famenne Ardenne Classic
2017
2. místo Ronde van Drenthe
2. místo Tacx Pro Classic
3. místo Grote Prijs Marcel Kint
10. místo Schaal Sels
2019
vítěz Memorial Rik Van Steenbergen
vítěz Halle–Ingooigem
vítěz Grote Prijs Beeckman-De Caluwé
2. místo Omloop van het Houtland
Tour de Wallonie
3. místo celkově
4. místo Heistse Pijl
4. místo Slag om Norg
8. místo Tour de l'Eurométropole
2020
Národní šampionát
 vítěz silničního závodu
Volta ao Algarve
 vítěz vrchařské soutěže
Tour de Wallonie
 vítěz sprinterské soutěže
Étoile de Bessèges
vítěz 3. etapy
2. místo Druivenkoers Overijse
2021
Giro d'Italia
vítěz sprinterské soutěže
vítěz soutěže bojovnosti
Tour de Wallonie
 vítěz sprinterské soutěže
2022
Giro d'Italia
vítěz 18. etapy
2. místo Grote Prijs Jean-Pierre Monseré
2. místo Grand Prix de Denain
3. místo Le Samyn
Kolem Belgie
6. místo celkově
8. místo Ronde van Drenthe
8. místo Volta Limburg Classic
9. místo Egmont Cycling Race
9. místo Primus Classic
2023
vítěz Antwerp Port Epic
Tour of Guangxi
 vítěz bodovací soutěže
8. místo Druivenkoers Overijse

### Výsledky na Grand Tours
| Grand Tour      | 2021 | 2022 |
| --------------- | ---- | ---- |
| Giro d'Italia   | 91   | 109  |
| Tour de France  | —    | —    |
| Vuelta a España | —    | —    |

| —   | Nezúčastnil se |
| DNF | Nedokončil     |
| JS  | Jede se        |